# Psyche (Gade)
Psyche is een compositie van Niels Gade. 
Gade schreef het werk voor een muziekfestival in Birmingham, waar zijn werk Zion al eerder te horen was geweest. De tekst van de cantate of zoals Gade het zelf noemde Concertstuk (Concertstück), werd in het Deens geschreven door Carl Andersen, vervolgens vertaald naar het Duits en voor de Britse uitvoeringen wederom vanuit het Duits vertaald naar het Engels. Het werk is opgedragen aan "To her Royal Highness the Princess of Wales". Het werd (in het Duits en Engels) uitgegeven door de muziekuitgeverij Breitkopf & Härtel. Na de première op 31 augustus 1882 in Birmingham leidde Gade zelf nog een aantal uitvoeringen in Denemarken, maar elders in Europa kwam het zelden tot een uitvoering.
Psyche is gebaseerd op de liefde van Psyche en Eros.

## Orkestratie
- vier solisten; sopraan, alt, tenor, bariton
- gemengd koor
- 2 dwarsfluiten, 2 hobo’s,  2 klarinetten, 2 fagotten, 1 contrafagot of  tuba
- 4 hoorns, 2 trompetten, 2 trombones,
- pauken,
- violen, altviolen, celli, contrabassen

## Discografie
Het platenlabel Kontrapunkt omschreef het bij hun uitgave (1997) als een meesterwerk, net als Muziekweb. De genoemde uitgave is voor zover bekend de enige uitgave van het werk en is in 2020 niet meer in de handel. Het album werd in 1997 al uitgegeven via Steeplechase Productions, gespecialiseerd in jazz. 